# Stenopogon avus
Stenopogon avus är en tvåvingeart som först beskrevs av Friedrich Hermann Loew 1874.  Stenopogon avus ingår i släktet Stenopogon och familjen rovflugor. Inga underarter finns listade i Catalogue of Life.